# Битва при Кахамарці (1532)
Битва при Кахамарці — військова сутичка у м. Кахамарка, в результаті якого Сапа Інка (імператор) Атауальпа потрапив у полон до іспанських конкістадорів. Це поклало початок падінню імперії інків, її підкорення іспанцями.

## Передумови
На 1532 рік завершилася тривала війна за владу між Атауальпою та його братом Уаскаром, в результаті якої держава інків було суттєво послаблено. В результаті війні значна частина міст зруйновано та занепало, загинуло близько 100 тис. вояків. після встановлення в імперії своєї влади Атауальпа перебрався до північного міста Кахамарка.
В цей момент Франциско Піссаро розпочав другий похід до Тауантінсую. Загоном у 168 вояків та 3 гарматами рушив до кордонів імперії інків. Задля цього військового походу Піссаро разом зі своїми товаришами витратив усі свої статки та узяв в борг.
Атауальпа спрямував до Пісарро послів, щоб запевненнями у дружбі, за допомогою цінних подарунків вони повинні були відрадили іспанців від відвідування його резиденції в Кіту. Але це не вдалося. Франциско Піссаро відправив на розвідку в гори загін на чолі із Ернандо де Соте. Загін де Соте побував у кількох селищах, зокрема в Кахасі, де захопили тутешній дім «наречених Сонця». На обуренню місцевого населення, Соте віддав солдатам 500 кахаських дівчат.
Слідом за цим усі сили іспанців рухалися за течією річки Чанкай, минули місто Ченгойапе, переправилися на висоті більше 4000 м в Андах через головний водний рубіж. 15 листопада 1532 року вони вийшли до міста Кахамарка.
Поблизу міста стояло 50 тис. інкських вояків. Сам Атауальпа розташувався в імператорському курорті, де були мінеральні води. Сюди прибули посланці конкістадорів Ернандо Піссаро і Ернандо де Соте, які запропонували Сапа Інці мир та прохання про зустріч. Атауальпа погодився.

## Битва
Зустріч Атауальпи та Франциско Піссаро було призначено на 16 листопада. За розпорядженням імператора інків іспанцям дозволили розташуватися на площі.
Проте іспанці не бажали вести перемовини й таємно стали готуватися до битви. Трикутну площу в Кахамарці оточували фасади трьох невеликих будівель, довжиною по 200 метрів кожна. Всі вони мали кілька виходів, які вели прямо на площу. За задумом іспанців, через ці виходи на присутніх на міській площі інків повинні були напасти їхні загони, в тому числі вершники на конях. У третій з будівель, що знаходилися на площі Кахамарки, розташувався Франциско Пісарро з групою найдосвідченіших солдатів, які повинні були захопити Атауальпу.
16 листопада 1532 році Сапа Інка Атауальпа разом із особистою охороною близько 5000 вояків, озброєних пращами та списами, прибув на площу Кахамарки. Тоді до нього підійшов чернець-домініканець Вінсенте де Вальверде, який повідомив, що його послав до інків король країни по інший бік океану. Вальверде запропонував Атауальпі підкоритися королю Іспанії Карлу I й водночас прийняти християнську віру. Але Сапа Інка відкинув пропозицію як негідну. Це стало сигналом атаки.
З трьох боків іспанці атакували інкський загін. Водночас Педро де Кандіа, начальник артилерії Пісарро, наказав стріляти з гармат по інкам. Вистріли з вогнепальної зброї та гармат, атака кінноти спричинили паніку серед вояків Атауальпи, яких стали методично винищувати.
Сам Піссаро на чолі найкращих солдатів атакував безпосередньо Сапа Інку, який сидів у золотих ношах. Незважаючи на спротив охоронців Атауальпу було захоплено в полон. В результаті цієї битва (точніше бійні) майже усі вояки, що були з Атауальпою, були знищені. Втрат в іспанців не було, поранено лише 2 або 4 конкістадорів.